# Jaisithok
Jaisithok (nep. जैसीथोक) – gaun wikas samiti w zachodniej części Nepalu w strefie Lumbini w dystrykcie Gulmi. Według nepalskiego spisu powszechnego z 2001 roku liczył on 578 gospodarstw domowych i 2938 mieszkańców (1619 kobiet i 1319 mężczyzn).